# Bert St. John
Cecil Bertram Vernon St. John (28 luglio 1879 – 19 settembre 1932) è stato un tennista australiano.

## Carriera
Arrivò in finale agli Australian Championships nel 1932 ma ne uscì sconfitto da Pat O'Hara Wood. 

## Finali del Grande Slam

### Perse (1)
| Anno | Torneo                   | Avversario in finale | Risultato     |
| 1923 | Australian Championships | Pat O'Hara Wood      | 1–6, 1-6, 3-6 |